# Junya Ito (fotbollsspelare född 1998)
Junya Ito (伊藤 純也 Ito Junya?), född 12 april 1998 i Tokyo prefektur, är en japansk fotbollsspelare.
Ito började sin karriär 2016 i FC Tokyo.